# Протеаза
Протеа́зи — ферменти класу гідролаз, які розщеплюють пептидний зв'язок між амінокислотами в білках.

## Класифікація
Протеази розділяють на шість груп[джерело?] за будовою активного центру ферменту:
- Серинові
- Треонінові
- Цистеїнові
- Аспаргінові
- Металопротеази
- Глутамінові

Треонінові й глутамінові протеази не були відомі до 1995 і 2004 років, відповідно[джерело?]. Механізм, що використовується для розщеплення поліпептиду, залучає створення залишку амінокислоти, такого як цистеїн або треонін, або молекули води (аспаргінові, метало- і глутамінові протеази), нуклеофільну таким чином, що вона зможе атакувати карбонільну групу поліпептиду. Одним зі шляхів створення нуклеофілу є каталітична тріада, де залишок гістидину використовується для активізації серину, цистеїну або треоніну як нуклеофілу.